# أوليفا جيسي (بافيا)
أوليفا جيسي (بالإيطالية: Oliva Gessi) هي بلدة تقع في مقاطعة بافيا بإقليم لومبارديا في شمال إيطاليا. تبلغ مساحة هذه المدينة 3.9 (كم²)، وترتفع عن سطح البحر 245 م، بلغ عدد سكانها 179 نسمة في عام 2010 حسب إحصاء المعهد الوطني للإحصاء.

## السكان
في سنة 1861 بلغ عدد السكان 463 نسمة، وتطور العدد ليصل في سنة 2011 لـ 173 نسمة.
يظهر هذا المخطط البياني تطور النمو السكاني لـ أوليفا جيسي (بافيا)

## وصلات خارجية
- http://www.comune.olivagessi.pv.it